# Jorge Rossi (presentador)
Jorge Omar Rossi (Trenque Lauquen, 10 de mayo de 1954-Buenos Aires, 19 de noviembre de 2012) fue un locutor y presentador televisivo argentino.

## Biografía
Jorge Rossi era un famoso conductor, animador y locutor, con 40 años de trayectoria en radio, televisión y eventos. En 1979 viajó a Buenos Aires para estudiar en el ISER (Instituto Superior de Enseñanza Radiofónica). Realizó diversos ciclos de radio y ha sido animador de eventos sociales y empresariales. Era característica su carisma, su voz grave y simpatía, con los que se presentaba frente a las cámaras y en la radio.
Fue amigo y colega del también locutor y conductor Juan José Maderna, siendo el padrino de su hija a la que le entregó en su oportunidad el título de locutora. Además fue un compañero en sus inicios de Marcelo Tinelli, Daniel Dátola y Juan Alberto Badía. Fue un gran amigo de Jorge Formento.

## Carrera
Comenzó su carrera televisiva como locutor de noticieros en Canal 2 de La Plata, a comienzos de la década del '80 y en Radio El Mundo.
- 1981: Semana Nueve (como notero de exteriores que informaba sobre la temperatura), un ciclo vespertino que conducían Gerardo Sofovich y Teté Coustarot. Fue Sofovich quien se lo presentó a Soldán para formar parte de su ciclo.
- 1981: Pantalla abierta
- 1981-1986: Feliz domingo (también conocido como Domingos para la Juventud), conducido por Silvio Soldán, por Canal 9 Libertad. En este programa lo solían llamar "El bebé" por su rostro tierno y gran atractivo.
- 1983: A todo Nueve con Orlando Marconi.[3]
- 1984: Las mil y una de Sapag, junto al legendario cómico Mario Sapag.
- 1987: Badía y Cía conducido por Juan Alberto Badía.
- 1987: Libremente junto a Silvina Chediek, Enrique Masllorens, Guillermo Mazzuca y Daniel Dátola, emitido por Canal 13.
- 1988: De aquí para allá junto a  Virginia Hanglin y Marcelo Tinelli, por Canal 11.
- 1988: Domingo de todos, emitido por Canal 11, junto al conductor Leo Rivas.[4]
- 1989: participó en la presentación de la programación de Tevedos, junto a Susana Milano.[5]
- 1989-1990: Tevediario Dos junto a Nicolás Kasanzew.
- 1990: Sábados en familia (en reemplazo de Fernando Bravo) ecreado por Alejandro Romay, y emitido por Canal 9.
- 1992/1996: 33 millones de consumidores, por ATC, junto a Lita de Lázzari.
- 1995: El show de Lita, por ATC, junto a Lita de Lázzari.
- 1996: Condujo la emisión de la entrega de los Premios Konex a la trayectoria en Humanidades por el período 1986-1995.
- 1998: VideoMatch en un sketch llamado La onda tropical, una cámara oculta en la que hacían caer a varios famosos de la farándula.
- 1998: El momento de la verdad, emitido por Canal 9.
- 1998-2000: Tal para cual, emitido por Telefe. En estos episodios había un sketch llamado "Esa es mi mujer", que fue parodiado por muchos canales. Por este programa fue nominado a los Premios Martín Fierro como mejor programa de entretenimientos.
- 2000: Susana Giménez (invitado especial).
- 2002: Condujo la emisión de la entrega de los Premios Martín Fierro junto a Karina Mazzocco.
- 2002/-2009: condujo el programa Viajes y paseos, emitido por Canal 7, los domingos a las 20:00.[6] A su vez por ese mismo canal transmitió los sorteos del Telekino (ver más adelante)
- 2005: Casados con hijos en el capítulo número 26. Volvería a la comedia con otra participación en el capítulo número 205, perteneciente a la 2.ª temporada.
- 2008: Todos contra Juan, junto a Gastón Pauls.[7]
- 2011: Volver a cantar, un reality de abuelos cantantes, emitidos por la señal de cable de Volver. Este programa fue galardonado con el Premio Martín Fierro de cable 2012, en el rubro Juegos y entretenimientos.[8]
- 2002-2012: Telekino, por Canal 9 (2002-2004 y 2010-2012) y TV Pública (2004-2010). Conductor de los sorteos de dicho juego de azar.

## Publicidad
El programa Tal para cual se hizo tan popular, que utilizaron el sketch de "Esa es mi mujer" para promocionar la marca de limpiadores de piso Echo, con la participación del animador.
También condujo "Mundo odontológico" entre el 2011 y 2012 por canal 13, programa referente de la odontología.

## Cine
- 1986: Las colegialas
- 1987: Los taxistas del humor
- 1987: La virgen gaucha
- 1989: Isla se alquila por hora
- 1990: Y... donde está el hotel?
- 2005: Cargo de conciencia

## Vida privada
Estuvo casado desde 1983 con su mujer Marcela, a quien conoció cuando ambos estudiaban locución. Tuvieron juntos 3 hijos varones.

## Fallecimiento
En el 2011 se le diagnosticó un cáncer de mediastino, por el que fue operado en marzo del 2012 y en julio realizó un tratamiento con rayos y quimioterapia. Falleció el 19 de noviembre a las 19:30.

## Premios y nominaciones
| Año  | Premios                        | Categoría                          | Programa        | Resultado |
| ---- | ------------------------------ | ---------------------------------- | --------------- | --------- |
| 1998 | Premios Martín Fierro          | Mejor Programa de Entretenimientos | Tal para cual   | Nominado  |
| 1999 | Premios Martín Fierro          | Mejor Programa de Entretenimientos | Tal para cual   | Nominado  |
| 2011 | Premios Martín Fierro de Cable | Mejor Programa de Entretenimientos | Volver a cantar | Ganador   |